# Bodtjärnen (Arbrå socken, Hälsingland)
Bodtjärnen är en sjö i Bollnäs kommun i Hälsingland och ingår i Ljusnans huvudavrinningsområde. Sjön har en area på 0,0441 kvadratkilometer och ligger 255,5 meter över havet.

## Delavrinningsområde
Bodtjärnen ingår i det delavrinningsområde (681404-153963) som SMHI kallar för Inloppet i Stora Vensjön. Medelhöjden är 219 meter över havet och ytan är 3,62 kvadratkilometer. Räknas de 2 avrinningsområdena uppströms in blir den ackumulerade arean 25,27 kvadratkilometer. Växboån som avvattnar avrinningsområdet har biflödesordning 2, vilket innebär att vattnet flödar genom totalt 2 vattendrag innan det når havet efter 66 kilometer. Avrinningsområdet består mestadels av skog (90 procent). Avrinningsområdet har 0,04 kvadratkilometer vattenytor vilket ger det en sjöprocent på 1,2 procent.